# Lobaria subexornata
Lobaria subexornata är en lavart som beskrevs av Yoshim. Lobaria subexornata ingår i släktet Lobaria och familjen Lobariaceae.   Inga underarter finns listade i Catalogue of Life.